# Roblín
Obec Roblín (dříve též Horní Roblín) se nachází v okrese Praha-západ, kraj Středočeský, asi 21 km jihozápadně od centra Prahy a 6 km západně od města Černošice. Žije zde 254 obyvatel.

## Části obce
Obec Roblín se skládá ze dvou částí v katastrálním území Roblín:
- Roblín
- Kuchařík

## Historie
První písemná zmínka o vsi pochází z roku 1365 (bona Trzebotha et Roblin, tj. zboží Třebotov a Roblín).

### Územněsprávní začlenění
Dějiny územněsprávního začleňování zahrnují období od roku 1850 do současnosti. V chronologickém přehledu je uvedena územně administrativní příslušnost obce (osady, části obce) v roce, kdy ke změně došlo:
- 1850 země česká, kraj Praha, politický okres Smíchov, soudní okres Zbraslav[4]
- 1855 země česká, kraj Praha, soudní okres Zbraslav
- 1868 země česká, politický okres Smíchov, soudní okres Zbraslav
- 1927 země česká, politický okres Praha-venkov, soudní okres Zbraslav[5]
- 1939 země česká, Oberlandrat Praha, politický okres Praha-venkov, soudní okres Zbraslav[6]
- 1942 země česká, Oberlandrat Praha, politický okres Praha-venkov-jih, soudní okres Zbraslav[7]
- 1945 země česká, správní okres Praha-venkov-jih, soudní okres Zbraslav[8]
- 1949 Pražský kraj, okres Praha-jih[9]
- 1960 Středočeský kraj, okres Praha-západ
- 2003 Středočeský kraj, obec s rozšířenou působností Černošice

## Pamětihodnosti

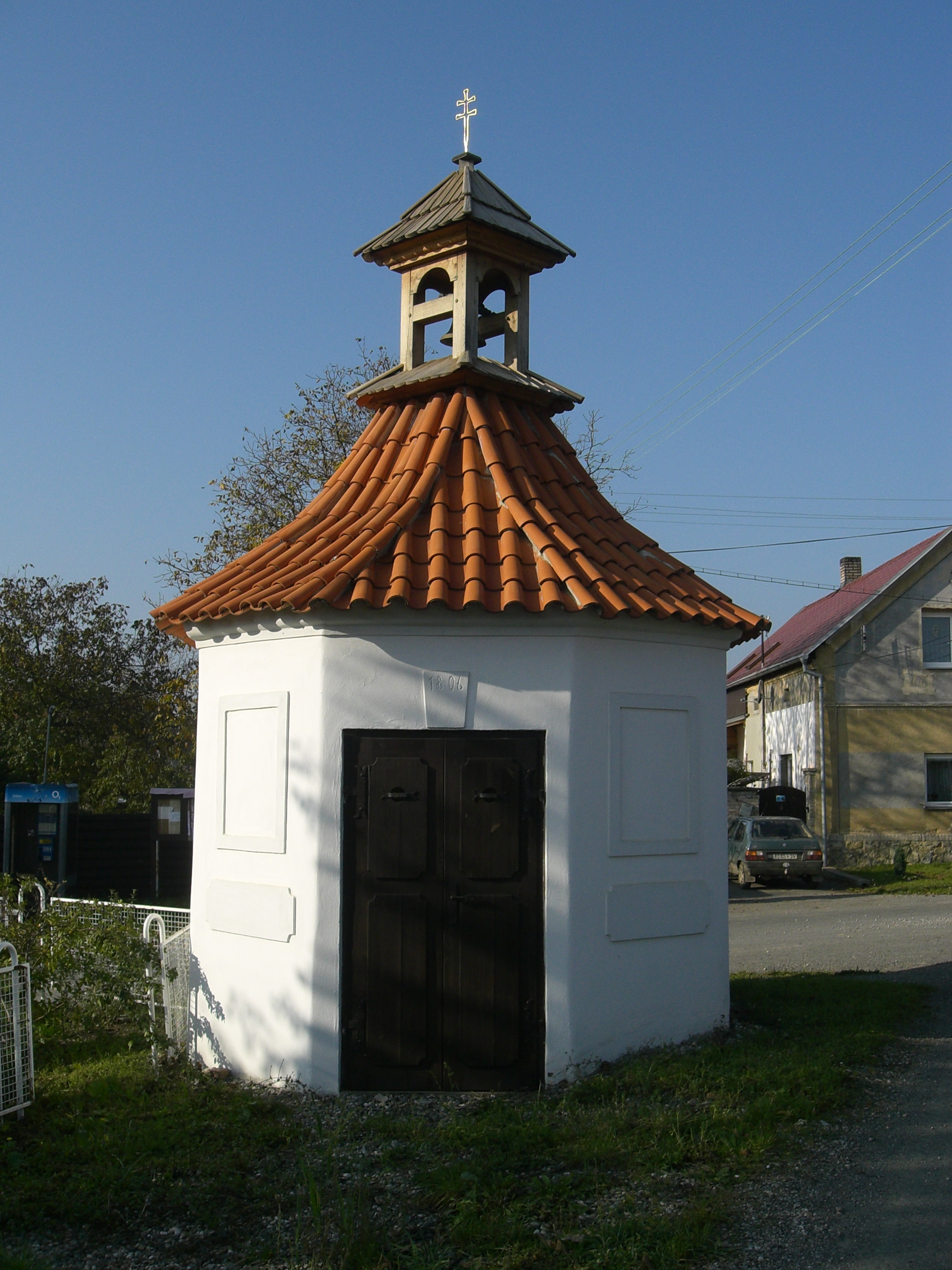
Kaplička, čelní pohled

- Osmiboká kaplička se zvoničkou z roku 1806, na návsi
- Přírodní rezervace Karlické údolí nedaleko obce

## Doprava
Dopravní síť
- Pozemní komunikace – Do obce vedou silnice III. třídy.
- Železnice – Železniční trať ani stanice na území obce nejsou.

Veřejná doprava
- V roce 2024 obec obsluhuje autobusová linka 313 Praha,Nádraží Radotín - Černošice, žel. zast. (ve směru Černošice jezdí jen v pracovní dny) (dopravce Arriva Střední Čechy, s. r. o).